# Irakleides
Irakleides (Grieks: Ηρακλείδες) is een voormalige gemeente op het Griekse eiland Kos, die de westelijke helft van het eiland omvatte. Bij de gemeentelijke herindeling van 2011 is Irakleides als gemeente opgeheven, sindsdien valt het als deelgemeente onder de enige gemeente van het eiland, Kos.
Bij de volkstelling in 2001 telde de gemeente 6963 inwoners op een oppervlakte van circa 161 km². Daarmee besloeg de gemeente ruim 55% van het eiland, maar slechts 22,5% van het inwonertal. De hoofdplaats van de gemeente was Antimachia. Andere plaatsen in Irakleides zijn Kefalos, Kardamena, Mastichari, Kampos, Onia en Kamarion.